# オツィエーリ
オツィエーリ（イタリア語: Ozieri）は、イタリア共和国サルデーニャ自治州サッサリ県にある、人口約10,000人の基礎自治体（コムーネ）。

## 地理

### 位置・広がり

#### 隣接コムーネ
隣接するコムーネは以下の通り。
- アルダラ
- キアラモンティ
- エールラ
- イッティレッドゥ
- モーレス
- ヌゲードゥ・サン・ニコロ
- オスキリ
- パッターダ
- トゥーラ

## 行政

### 分離集落
オツィエーリには、以下の分離集落（フラツィオーネ）がある。
- Chilivani, San Nicola, Fraigas